# Varuni

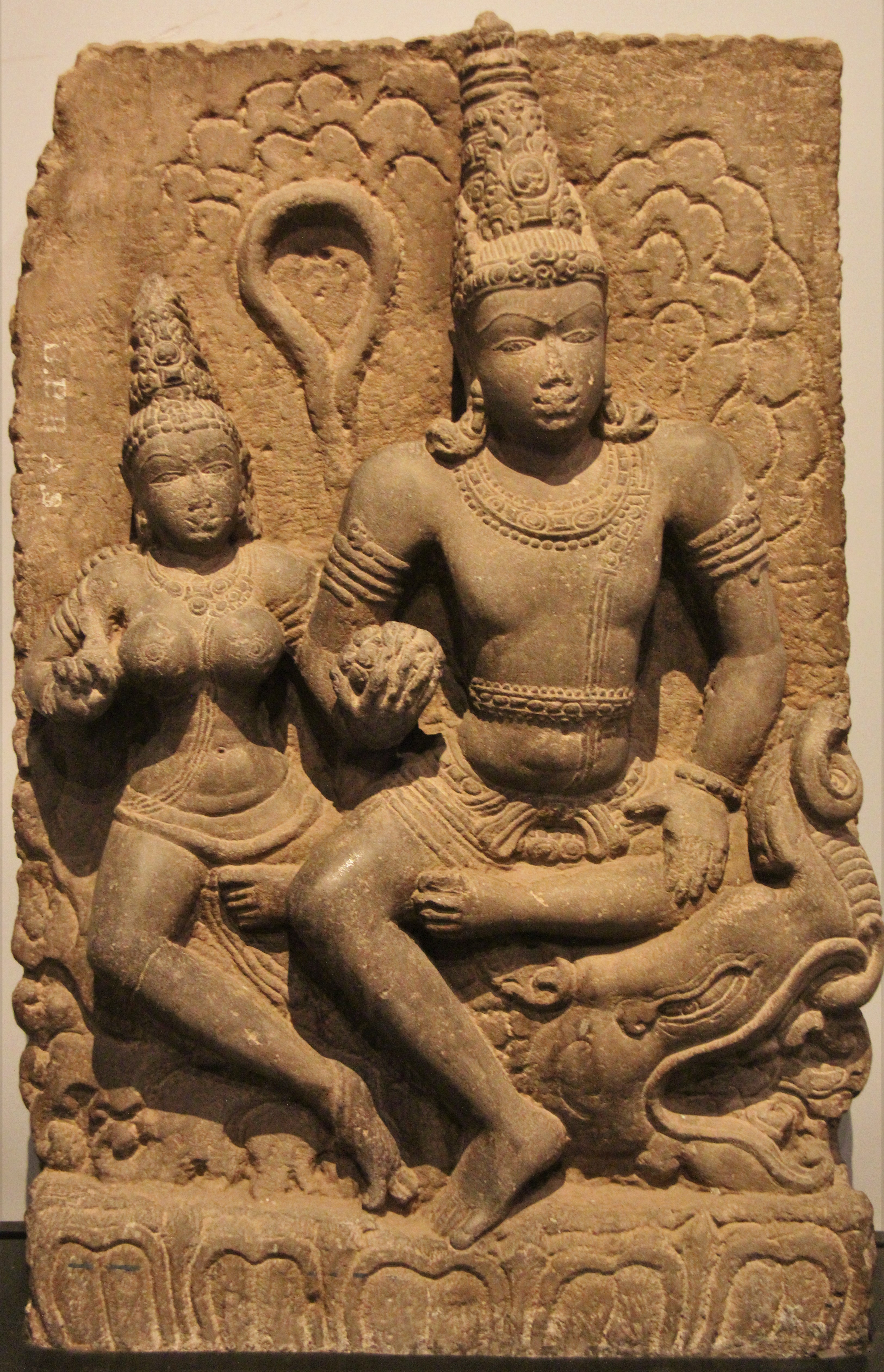
Varuna neben Varuni auf dem Wasserungeheuer Makara (Basaltrelief, 8. Jh., Karnataka, Südindien)

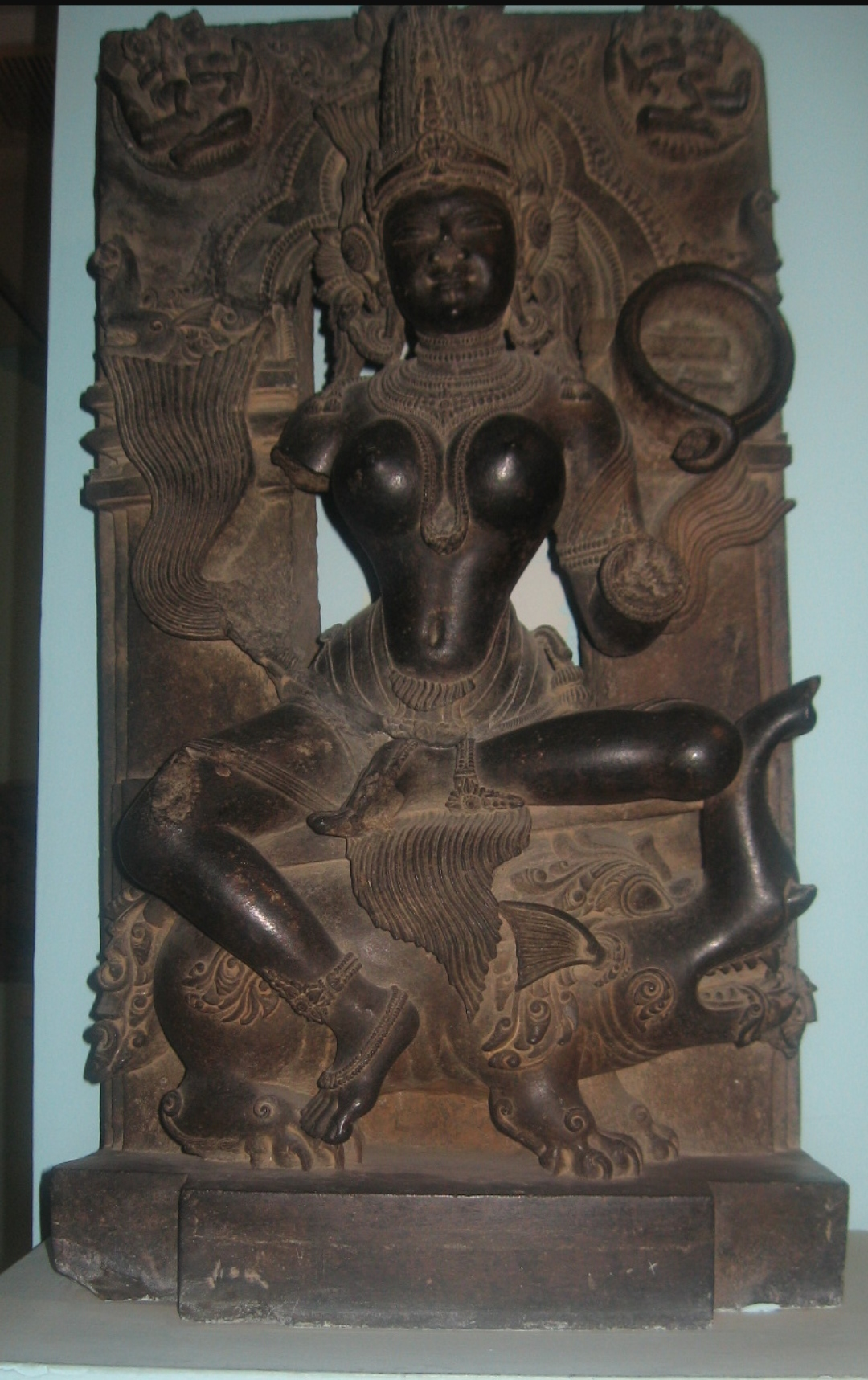
Varuni oder Varunani (Odisha, 13. Jh.)

Varuni ist nach althinduistischer Überlieferung der Name dreier (Halb-)Göttinnen, die – wahrscheinlich erst im Verlauf eines längeren Entwicklungsprozesses – aus dem vedischen Gott Varuna abgeleitet oder mit ihm in Verbindung gebracht wurden. Varuni gilt auch als Göttin des Weines.

## Erscheinungsformen der Varuni

### Varunas Gemahlin
In alten Texten ist, wenn auch sehr selten, von Varunani oder Jaladevi als Gemahlin oder als Begleiterin Varunas die Rede.

### Varunas Tochter
Varuni erschien beim Quirlen des Milchozeans mit einer Schale Branntwein; sie wurde zunächst den Dämonen (asuras) überlassen, später jedoch erscheint sie an der Seite des Gottes Varuna.

### Matrika oder Yogini
Eine dritte Varuni erscheint im Matsya Purana als eine der Matrikas („Mütter“). Sie trinkt Blut aus dem Schädel des Dämons Andhaka und gehört manchmal zum Kreis der 64 Yoginis.

## Darstellung
Varuni wird nur sehr selten dargestellt. In den wenigen erhaltenen Abbildungen sitzt sie meist an der Seite Varunas; beide sitzen auf einem Wasserungeheuer (makara).